# Léon Clément
Léon Clément, né le 30 octobre 1829 à Orsennes (Indre) et mort le 14 mars 1894 à Paris, est un homme politique français.

## Biographie
Avocat à la Cour de cassation, il est conseiller général du canton d'Aigurande en 1869 et président du conseil général.
Il est élu député de l'Indre en 1871, siégeant d'abord à la réunion Feray, puis se rapprochant du centre-droit et des monarchistes. Il est sénateur de l'Indre de 1876 à 1894, siégeant à droite. Il est secrétaire du Sénat en 1880. Il intervient surtout sur les questions de commerce, devenant l'un des porte-parole des milieux d'affaires.
Il est le père de Mgr Maurice Clément.